# Praia das 80 Milhas

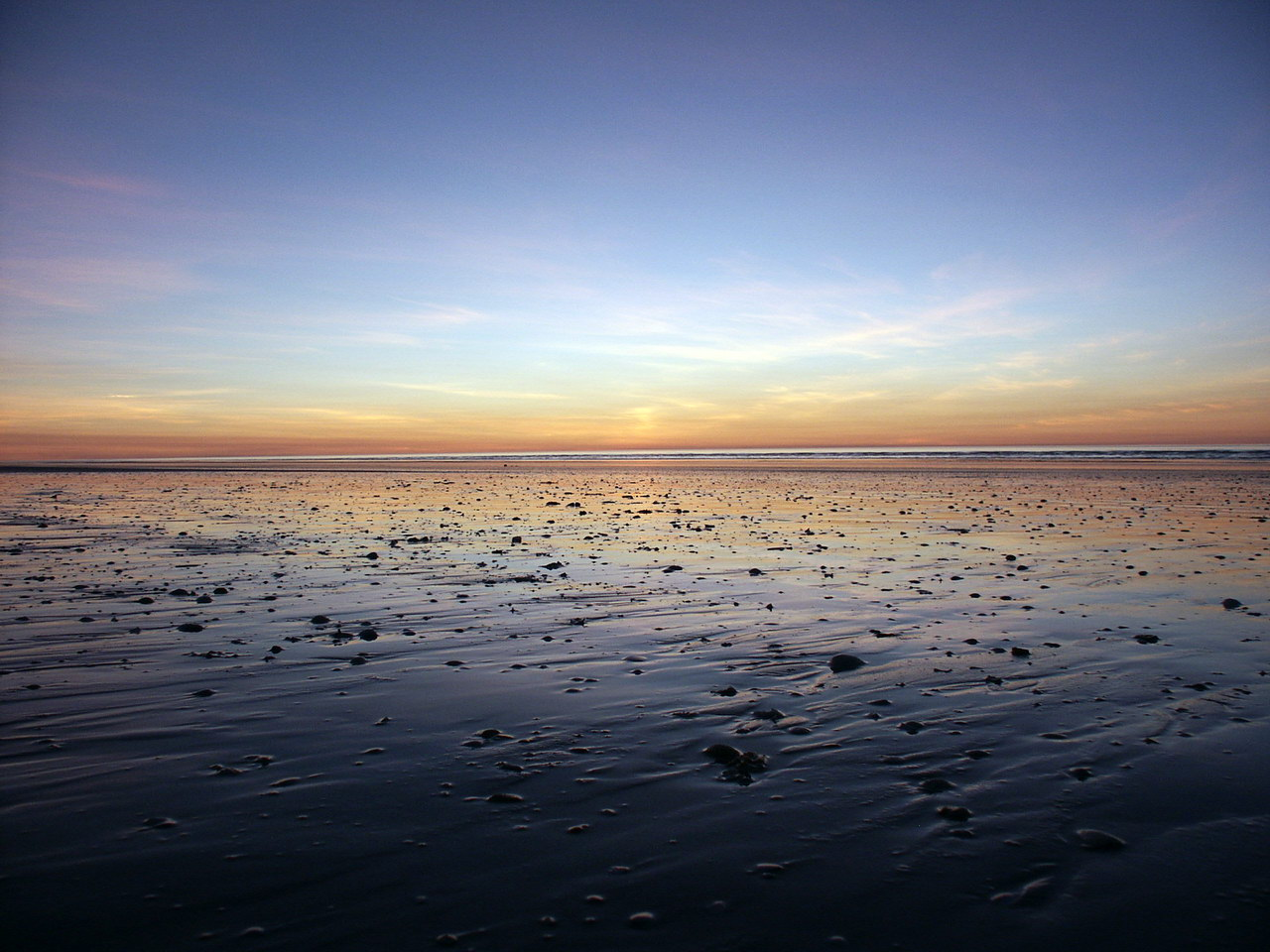
Praia Eighty Mile ao pôr do sol

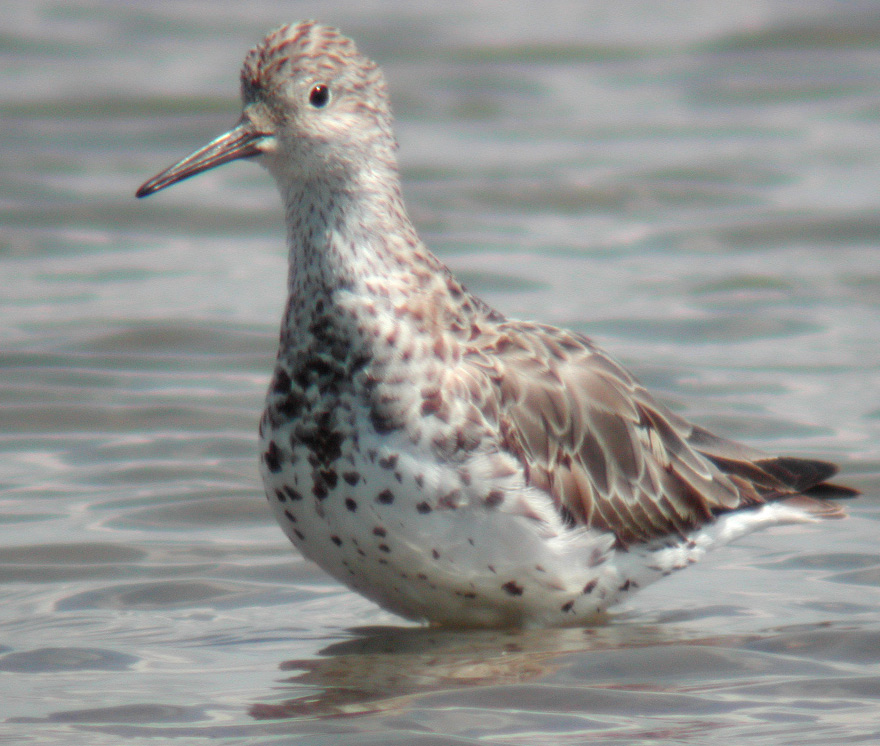
Seixoeira-grande

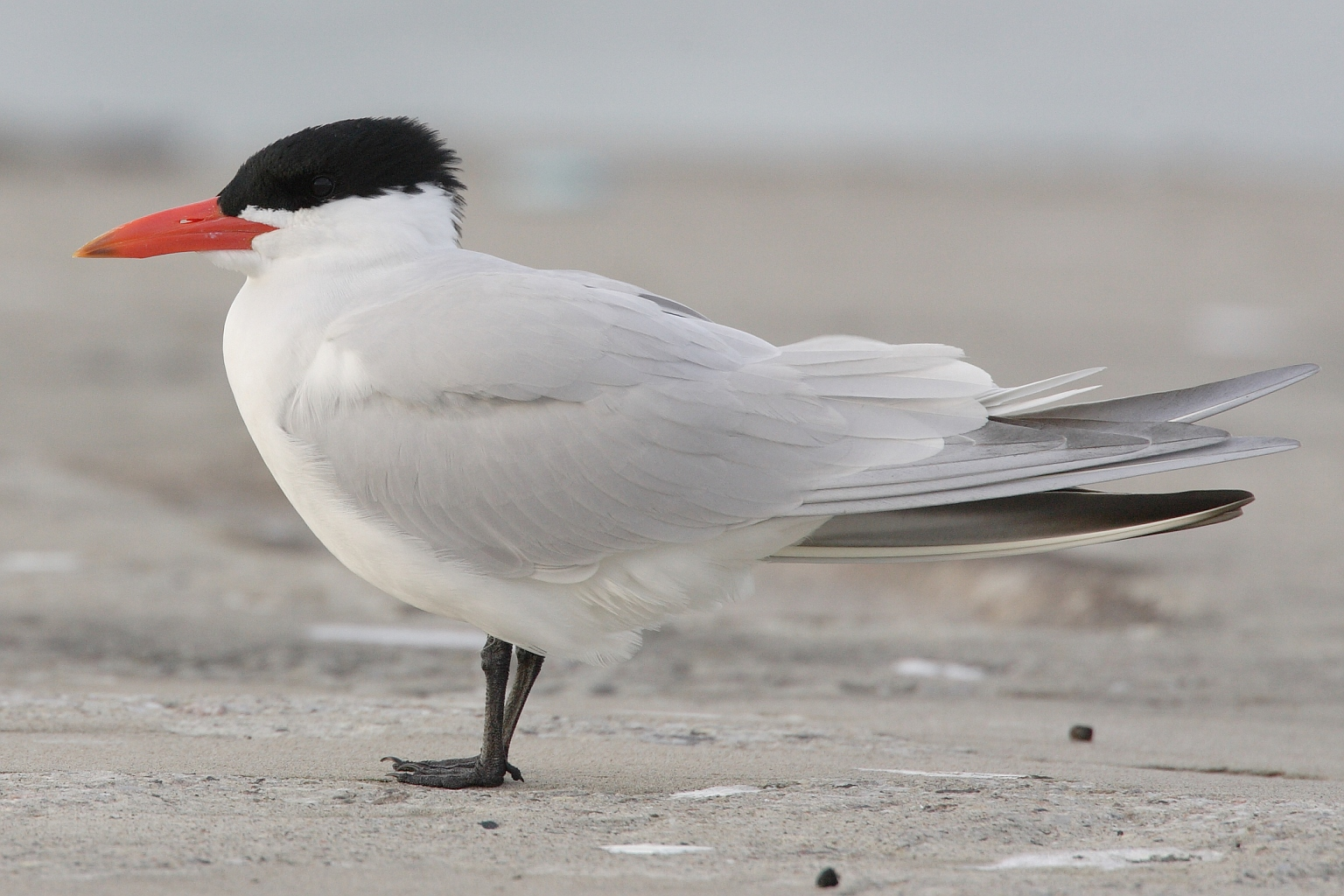
Andorinha-do-mar-cáspio

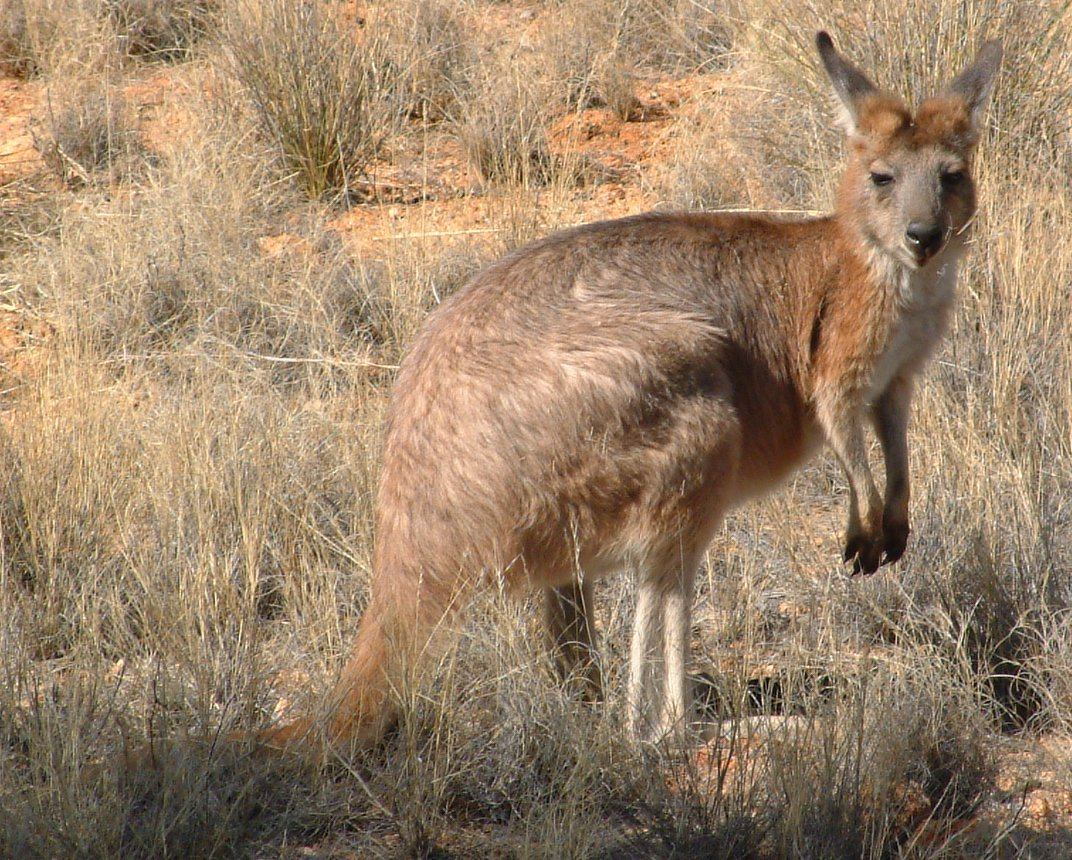
Wallaru

A Praia das 80 Milhas (em inglês: Eighty Mile Beach, Eighty-mile Beach ou 80-mile Beach) e antigamente chamada de 90-mile Beach (em português, Praia das 90 Milhas), fica ao longo da costa noroeste da Austrália Ocidental, a meio caminho entre as cidades de Broome e Port Hedland. Apesar do seu nome, tem cerca de 140 milhas (220 quilômetros) de comprimento, formando o litoral onde o Grande Deserto Arenoso se aproxima do Oceano Índico; isto torna-a sem dúvida a praia mais longa do mundo, embora o paradoxo do litoraltorne isto praticamente impossível de determinar com certeza, sendo a Praia do Cassino no Brasil possivelmente mais longa. É um dos locais mais importantes para aves limícolas migratórias, ou limícolas, na Austrália, e é reconhecido como uma zona úmida de importância internacional ao abrigo da Convenção de Ramsar sobre Zonas Úmidas 

## História

### Proprietários tradicionais e uso
A parte sul de Eighty Mile Beach faz parte do território tradicional do povo Nyangumarta, que mantém uma forte conexão com a área com muitas canções, histórias e cerimônias associadas aos locais ao longo e nas proximidades da praia. Em Junho de 2009, o Tribunal Federal da Austrália determinou que o Povo Nyangumarta era o detentor legítimo do título nativo daquela secção da praia.  O julgamento do Tribunal foi em Nyiyamarri Pukurl, um local adjacente ao Eighty Mile Beach Caravan Park.
A propriedade tradicional da parte norte de Eighty Mile Beach, nas proximidades do arrendamento pastoral de Anna Plains, é compartilhada entre o povo Nyangumarta e o povo Karajarri. Os dois grupos apresentaram pedidos sobrepostos de determinação de título nativo sobre a área, que foram determinados em conjunto em 25 de maio de 2012. O julgamento do Tribunal foi proferido em Talgarno, um antigo local militar dentro do arrendamento pastoral de Anna Plains.
Na língua Karajarri, Eighty Mile Beach é chamada de Wender, que sigifica "rangido", em referência ao som de caminhada na areia seca. Muitos aborígenes com conexões com a área agora vivem na Comunidade Bidyadanga e nas proximidades, em Frazier Downs. Várias fontes de água conhecidas como  lirri ficam atrás da praia e eram tradicionalmente importantes como fontes de água doce. Muitas das bacias hidrográficas tornaram-se reservas de água na rota Kimberley-De Grey Stock Route, que foi usada até a década de 1960 para o transporte de gado de longa distância.

### Nome
A praia era conhecida como 90-mile Beach (em português, Praia das 90 Milhas) até 1946, quando o nome foi alterado para evitar confusão com Ninety Mile Beach, em Victoria.

### Uso militar
A base militar de Talgarno, a leste da propriedade de Anna Plains, foi importante no período pós-Segunda Guerra Mundial para o monitoramento e recuperação dos foguetes britânicos Blue Streak, disparados em testes de Woomera, Austrália . Uma pista de pouso de cascalho, poços artesianos e blocos de concreto ainda estão no local. Em 1999, o Departamento de Defesa testou um míssil a partir de um local em Anna Plains, em conexão com o desenvolvimento do projeto de radar over-the-horizon Jindalee 

### Pesquisa sobre aves limícolas
Devido à sua importância para as aves limícolas, a Eighty Mile Beach é classificada como uma Área Importante para Aves (IBA) e é um dos principais locais de estudo de aves limícolas no noroeste da Austrália. Ele regularmente sustenta mais de 400.000 aves limícolas, incluindo mais de 1% das populações globais de limosa lapponica, numenius madagascariensis, calidris tenuirostris, calidris canutus, calidris ruficollis, tringa brevipes, xenus cinereus, haematopus longirostris, charadrius leschenaultii, charadrius veredus, charadrius ruficapillus, glareola maldivarum e outras espécies. Desde 1981, expedições realizadas praticamente todos os anos pelo Australasoan Wader Studies Group anilharam e contaram aves limícolas como parte do programa de monitoramento de longo prazo das populações que usam a Rota de Migração Ásia Orienta-Ausyráloa. Desde 1992, a maior parte dos pássaros foram marcados com bandeiras nas pernas para descobrir com precisão as suas rotas migratórias e seus locais de descanso.

## Descrição

### Geografia

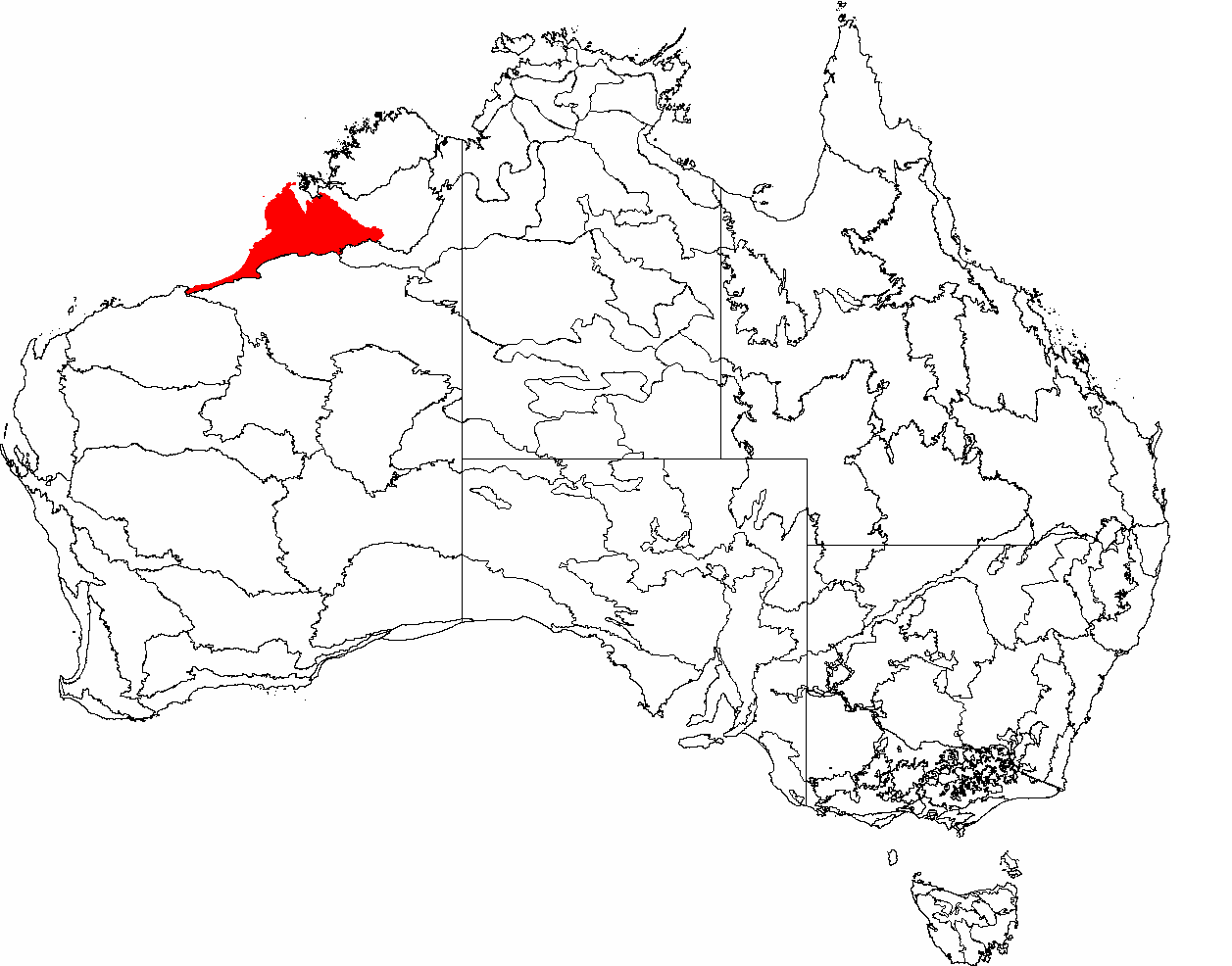
A Praia das 80 Milhas fica ao longo da estreita extensão sudoeste da biorregião de Dampierland (mostrada em vermelho)

A Praia das 80 MilhA fica no Condado de Broome, na região de Kimberley, n Austrália Ocidental, na biorregião de Dampierland. A praia tem cerca de 100 metros de comprimento e tem um leve declive. Sua areia tem grandes quantidades de conchas com uma amplitude de maré de 9 metros. Os bancos de lama de maré adjacentes variam de 1 a 5 quilômetros de largura. O lado terrestre é delimitado por dunas, com uma estreita planície de inundação e, mais para o interior, uma faixa de pindan ou matagal. A maior parte das terras ao longo da costa são cobertas por quatro grandes zonas de pastoreio: Anna Plains, Mandora, Wallal e Pardoo, que operam principalmente como fazendas de gado.

### Clima
O clima é semiárido de monções, com verões quentes e úmidos e invernos quentes e secos. A precipitação média anual e média é de 327 mm e 341 mm respectivamente, com evaporação anual de cerca de 3500 mm. Há muita variabilidade na precipitação, com variações significativas entre os anos, bem como o período em que a maior parte da chuva cai; muito dessa precipitação vem dos ciclones tropicais, especialmente de janeiro a março.

## Sítio Ramsar
Cerca de 1 750 quilômetro quadrados (680 sq mi) da praia e terras adjacentes, bem como o Pântano de Mandora, foi designado Sítio Ramsar 480 em 7 de junho de 1990.

### Praia das 80 Milhas

#### Flora
Ao longo da praia, as dunas primárias são estabilizadas por flores-de-pássaro-verde e capim-das-praias. Paralelas secundárias, cristas e depressões de dunas calcárias frequentemente apresentam acácias-das-dunas dispersas. A maior parte das gramíneas são whiteochloa airoides e a espécie local endêmica triodia epactia, uma espécie resinosa que forma elevações. As gramíneas interiores foram fortemente modificadas pela criação de gado e são dominadas por algumas espécies.

#### Fauna
O principal valor de conservação da Praia das 80 Milhas está na presença de um grande número de aves limícolas, para as quais é uma das mais importantes áreas de parada não reprodutiva e migratória na Rota Migratória da Ásia Oriental-Austrália, abrigando regularmente mais de 400.000 aves e sendo especialmente importante como ponto de desembarque para aves que migram para o sul de suas áreas de reprodução em altas latitudes no norte da Ásia e no Alasca para passar o verão austral na Austrália.
As tartarugas-de-costas-chatas fazem ninhos ao longo da Praia das 80 Milhas em locais dispersos entre outubro e abril. As planícies costeiras na parte sul da Estação Anna Plains são um reduto de abetardas australianas e abrigam altas densidades de cangurus vermelhos. A parte ocidental de Wallal Downs tem uma densa população de wallorus.

### Pântano de Mandora
O Pântano de Mandora, também conhecido como Pântano Salgado de Mandora, é um complexo diversificado de pântanos baseado em um sistema paleofluvial. Fica na Mandora Station, com a extremidade oeste a cerca de 30 km de Eighty Mile Beach, começando no lado interior da Great Northern Highway, na extremidade oeste do Grande Deserto Arenoso na biorregião em que se encontra. Embora esteja incluído no Sítio Ramsar da Praia das 80 Milhas, seus valores ambientais são um pouco diferentes.

## Turismo e acesso
A Praia das 80 Milhas não recebe muitos turistas, mas o número tende a aumentar. Um parque de caravanas foi criado em Wallal Downs em um dos pontos de acesso à praia, 250 km ao norte de Port Hedland e 365 km ao sul de Broome. É usado para pesca, coleta de conchas e outras atividades recreativas na praia.